# Yong-pal-i
Yong-pal-i (kor.: 용팔이) – południowokoreański serial telewizyjny, w którym główne role odgrywają Joo Won, Kim Tae-hee, Chae Jung-an oraz Jo Hyun-jae. Serial emitowany był na kanale SBS od 5 sierpnia do 1 października 2015 roku, w każdą środę i czwartek o 22:00. Pierwotnie planowana na 16 odcinków, z uwagi na wysokie oceny i popularność serialu, został przedłużony o dwa odcinki.

## Fabuła
Kim Tae-hyun jest utalentowanym chirurgiem. Bardzo potrzebuje pieniędzy, aby zapłacić za rachunki medyczne swojej siostry. Przyjmuje pseudonim Yong-pal i oferuje swoje umiejętności osobom potrzebującym pomocy medycznej, którzy nie mogą ujawnić się publicznie -  przestępcom i skorumpowanym bogaczom. Po dołączeniu do zespołu wynajętych lekarzy Kim wyprowadza dziedziczkę czebol Han Yeo-jin z farmakologicznie wywołanej śpiączki. Prowadzi to do nieprzewidzianych konsekwencji.

## Obsada

### Główna
- Joo Won jako Kim Tae-hyun
- Kim Tae-hee jako Han Yeo-jin
- Chae Jung-an jako Lee Chae-young
- Jo Hyun-jae jako Han Do-joon

### Postaci drugoplanowe
- Jung Woong-in jako główny Lee
- Stephanie Lee jako Cynthia
- Song Kyung-chul jako Doo-chul
- Ahn Se-ha jako Man-sik
- Bae Hye-sun jako pielęgniarka Hwang
- Jo Bok-rae jako Park Tae-yong
- Cha Soon-bae jako główny Shin
- Kim Mi-kyung jako pielęgniarka, chirurgii
- Oh Na-ra jako pielęgniarka, intensywnej opieki medycznej
- Park Pal-young jako dyrektor szpitala
- Park Hye-soo jako Kim So-hyun
- Choi Joon-Yong jako ojciec Tae-Hyun
- Kim Na-woon jako matka Tae-Hyun
- Nam Myung-ryul jako ojciec Chae-young
- Jang Gwang jako przewodniczący Go
- Yoo Seung-mok jako detektyw Lee
- Jo Hwi jako detektyw Kim
- Kim Dong-seok
- Lee Joo-yeon
- Choi Min as Sung-hoon (odcinek 1-2)

## Nagrody i nominacje
| Rok  | Ceremonia                | Kategoria                                                | Nominowany                   | Rezultat  |
| ---- | ------------------------ | -------------------------------------------------------- | ---------------------------- | --------- |
| 2015 | Korea Drama Awards       | Nagroda główna (Daesang)                                 | Joo Won                      | Nominacja |
| 2015 | Korea Drama Awards       | Najlepszy dramat                                         | Yong-pal-i                   | Nominacja |
| 2015 | Korea Drama Awards       | Najważniejsze nagrody doskonałość, aktorka               | Kim Tae-hee                  | Wygrana   |
| 2015 | Korea Drama Awards       | Najlepszy scenariusz                                     | Jang Hyuk-rin                | Wygrana   |
| 2015 | 4. APAN Star Awards      | Najważniejsze nagrody doskonałość, aktor w miniserialu   | Joo Won                      | Nominacja |
| 2015 | 4. APAN Star Awards      | Najważniejsze nagrody doskonałość, aktorka w miniserialu | Kim Tae-hee                  | Nominacja |
| 2015 | 4. APAN Star Awards      | Najlepsza aktorka drugoplanowa                           | Chae Jung-an                 | Wygrana   |
| 2015 | Hallyu Awards            | Najlepszy dramat                                         | Yong-pal-i                   | Wygrana   |
| 2015 | Grimae Awards            | Nagroda główna                                           | Yoon Dae-young i Choi Je-rak | Wygrana   |
| 2015 | Grimae Awards            | Najlepszy reżyser                                        | Oh Jin-seok                  | Wygrana   |
| 2015 | SBS Drama Awards         | Nagroda główna (Daesang)                                 | Joo Won                      | Wygrana   |
| 2015 | SBS Drama Awards         | Najważniejsze nagrody doskonałość, aktor w miniserialu   | Joo Won                      | Nominacja |
| 2015 | SBS Drama Awards         | Najważniejsze nagrody doskonałość, aktorka w miniserialu | Kim Tae-hee                  | Wygrana   |
| 2015 | SBS Drama Awards         | Nagrodę specjalną, aktor w miniserialu                   | Jung Woong-in                | Nominacja |
| 2015 | SBS Drama Awards         | Nagrodę specjalną, aktor w miniserialu                   | Jo Hyun-jae                  | Nominacja |
| 2015 | SBS Drama Awards         | Nagrodę specjalną, aktorka w miniserialu                 | Bae Hye-sun                  | Nominacja |
| 2015 | SBS Drama Awards         | Nagroda PD                                               | Joo Won                      | Nominacja |
| 2015 | SBS Drama Awards         | Najważniejsze nagrody dziesięć artysty                   | Joo Won                      | Wygrana   |
| 2015 | SBS Drama Awards         | Najważniejsze nagrody dziesięć artysty                   | Kim Tae-hee                  | Wygrana   |
| 2015 | SBS Drama Awards         | Chiński internautą wyróżnienie popularność               | Joo Won                      | Wygrana   |
| 2015 | SBS Drama Awards         | Chiński internautą wyróżnienie popularność               | Kim Tae-hee                  | Nominacja |
| 2015 | SBS Drama Awards         | Internautą wyróżnienie popularność                       | Joo Won                      | Nominacja |
| 2015 | SBS Drama Awards         | Internautą wyróżnienie popularność                       | Kim Tae-hee                  | Nominacja |
| 2015 | SBS Drama Awards         | Najlepsza para                                           | Joo Won i Kim Tae-hee        | Wygrana   |
| 2016 | 52. Baeksang Arts Awards | Najlepszy aktor telewizyjny                              | Joo Won                      | Nominacja |
| 2016 | 52. Baeksang Arts Awards | Najbardziej popularny aktor telewizyjny                  | Joo Won                      | Nominacja |
| 2016 | 52. Baeksang Arts Awards | Najbardziej popularna aktorka telewizyjna                | Kim Tae-hee                  | Nominacja |